# Кравцовка (зупинний пункт)
Кравцовка (біл. Краўцоўка) — зупинний пункт Гомельського відділення Білоруської залізниці в Гомельському районі Гомельської області. Розташований за 4,1 км на захід від села Марковичі, за 6 км на схід від села Кравцовка. Крайній зупинний пункт Білоруської залізниці на лінії Чернігів — Гомель.